# Piccadilly Line
Piccadilly Line es una línea del Metro de Londres, la cual aparece de color azul oscuro en los mapas de la red. Principalmente su recorrido, del noreste al oeste de la ciudad, es profundo, aunque cuenta con importantes secciones en superficie en los extremos de la línea.

## Historia

### Inicios

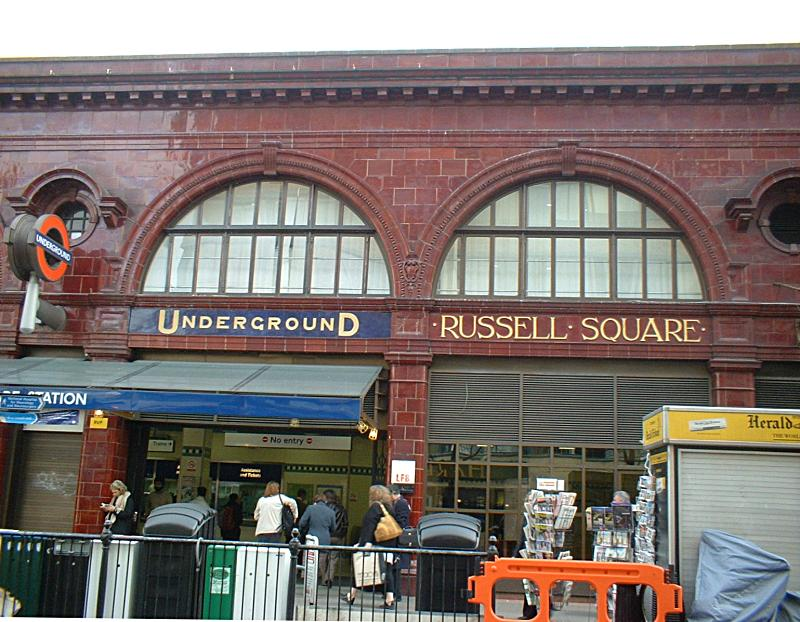
Estación de metro de Russell Square.

El origen de la línea se encuentra en el llamado Great Northern, Piccadilly & Brompton Railway (GNP&BR), una de las muchas líneas controladas por la Underground Electric Railways Co of London Ltd (UERL). El dueño de esta empresa era Charles Yerkes, aunque murió antes de que muchos de sus proyectos cristalizaran.
El inicio de la GNP&BR se sitúa en 1902. Para entonces, se habían presentado hasta 26 al Parlamento para la construcción de líneas profundas en Londres, llamadas "tube lines" por la forma de tubo de los túneles. Muchas de las líneas proyectadas estaban en clara competencia unas con otras, por lo que se requería un comité parlamentario para decidir cuál era la más importante; de ahí saldría el germen de la actual línea Piccadilly.
Entre las decisiones tomadas, se incluyó la unión de dos líneas profundas proyectadas, la Great Northern and Strand Railway (GN&SR) y la Brompton and Piccadilly Circus Railway (B&PCR), así como tomar el proyecto de la Metropolitan District Railway para una línea profunda entre South Kensington y Earl's Court (ese proyecto había sido aprobado en 1897 pero no se había construido). Además, se añadió una sección que conectara Piccadilly Circus y Holborn. Toda esta amalgama de proyectos dio origen a la GNP&BR.
El 15 de diciembre de 1906 la línea fue abierta. En aquella época, el recorrido se iniciaba desde la estación de Finsbury Park, donde acababa la Great Northern & City Line, y llegaba hasta Hammersmith, línea perteneciente a la District Railway.
El 30 de noviembre de 1907 se abrió un pequeño ramal que unía Holborn con Strand (más adelante denominada Aldwych). Este ramal inicialmente se planeó como la última sección de la GN&SR, algo que quedó descartado tras la fusión con la B&PR; en 1905 (y más adelante en 1965) se planeó extender ese ramal para que pasara bajo el río Támesis hasta alcanzar Waterloo, pero nunca llegó a realizarse. Aunque el ramal se construyó inicialmente con dos túneles, desde 1918 se utilizó un único tren entre ambas estaciones, por lo que el túnel este se cerró al tráfico ferroviario.

### Modificaciones posteriores
El 1 de julio de 1910 la GNP&BR, junto con el resto de ferrocarriles de la UERL (Baker Street and Waterloo Railway, Charing Cross, Euston & Hampstead Railway y District Railway) pasaron a convertirse en la London Electric Railway Company, por decisión parlamentaria.
El 10 de diciembre de 1928 se abrió una nueva estación en Piccadilly Circus. Esta estación incluía un hall cercano a la superficie y 11 escaleras mecánicas. Este hecho marcó el punto de partida de un gran desarrollo de toda la red, incluyendo una serie de reformas de estaciones siguiendo el modelo marcado por la de Piccadilly Circus.

#### Extensión a Cockfosters

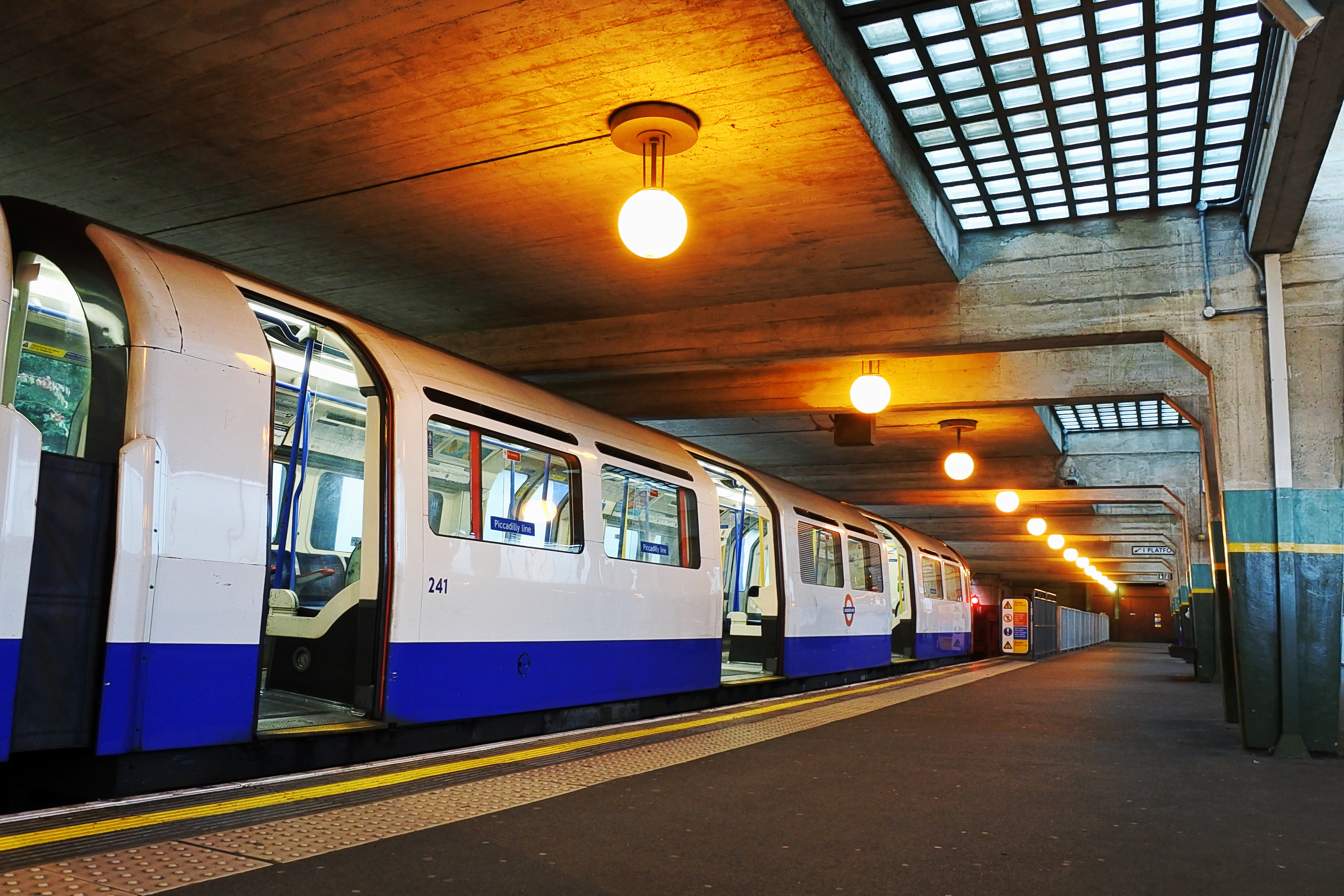
Tren a la estación Cockfosters.

Desde la década de 1920 se estaba sufriendo una gran congestión en el extremo norte de la línea, en Finsbury Park, ya que en ese punto muchos viajeros debían hacer transbordo a líneas de tranvía y de autobuses para dirigirse a destinos en la zona norte y noreste de la ciudad. Ya por aquella época varias delegaciones se dirigieron al Parlamento solicitando una extensión de la línea hacia Tottenham y Edmonton, o hacia Wood Green y Palmers Green. A principios de la década de 1930 el mundo había entrado en recesión, y el Gobierno dispuso capital para aliviar la situación de desempleo que se vivía en aquel momento. Uno de los principales usos de ese capital sería para la construcción de una extensión de la línea Piccadilly hacia el norte, que partiera desde Finsbury Park y que llegara a Cockfosters.
En el proyecto se incluyó una estación entre Manor House y Turnpike Lane, en el cruce de Green Lanes y St Ann's Road, en Harringay, pero uno de los directivos del Metro, Frank Pick, se opuso aduciendo que esa zona estaba bien cubierta por los servicios de autobús y de tranvía. En su lugar se construyó en ese sitio una "estación de ventilación", con una arquitectura similar a la presentada por el resto de estaciones, y que hoy sigue siendo visible. Por otro lado, la London and North Eastern Railway planteó cierta oposición a la construcción de la extensión.
Finalmente, la extensión pudo ser planeada y construida. Parte en túnel desde Finsbury Park para salir a superficie al sur de Arnos Grove, completando el trayecto al aire libre. La longitud total es de 12 km (7,7 millas), costó 4 millones de libras, y su apertura se realizó por etapas:
- 19 de septiembre de 1932: desde Finsbury Park hasta Arnos Grove.
- 13 de marzo de 1933: continuación hasta Enfield West (actualmente Oakwood).
- 19 de julio de 1933: llegada a Cockfosters.

#### Extensiones hacia el oeste
Durante la misma época en que la línea se extendía a Cockfosters, el otro extremo lograba alcanzar zonas del oeste de la ciudad:
- Uxbridge: la District Railway ya operaba hasta Uxbridge desde 1910. Esas mismas vías fueron ocupadas por la línea Piccadilly gradualmente:
  - 4 de julio de 1932: extensión desde Hammersmith hacia South Harrow.
  - 23 de octubre de 1933 (tras crear el London Passenger Transport Board): hasta Uxbridge.
- Hounslow: las vías de la línea District se cuadruplicaron a partir de Acton Town para así alcanzar Northfields el 18 de noviembre de 1932, por lo que la línea Piccadilly pudo extenderse también en ese sentido:
  - 9 de enero de 1933: hasta Northfields.
  - 13 de marzo de 1933: hasta Hounslow West.

Estas extensiones se caracterizan por la arquitectura de estilo art déco de muchas de sus estaciones, obra de Charles Holden.

#### Línea Victoria
Durante el diseño de la línea Victoria, se propuso transferir la estación de Manor House a esta línea. Este hecho implicaría construir nuevos túneles que conectaran directamente Finsbury Park con Turnpike Lane, acortando el tiempo de entrada y salida al centro de la ciudad. Este proyecto finalmente quedó archivado debido a los inconvenientes que se les causaría a los pasajeros durante las obras, así como al coste de los nuevos túneles. De todos modos, la línea se vio afectada por las obras en la estación de Finsbury Park. Una parte del trayecto fue redirigido hacia nuevos túneles para poder realizar un intercambio con la línea Victoria en las plataformas utilizadas anteriormente por la Northern City Line. El trabajo quedó completo en 1965, y el 13 de octubre de ese año entró en funcionamiento el desvío, aunque la primera sección de la línea Victoria no se abrió hasta tres años más tarde.

#### Extensión a Heathrow
En 1975 se abrió una nueva sección de túnel entre Hounslow West y Hatton Cross. Aunque todo ese ramal, hasta Hounslow West, estaba construido en superficie, el tramo recién inaugurado utilizaba túneles. Este túnel fue extendido en 1977 para alcanzar el Aeropuerto de Heathrow; la estación final recibió el nombre de Heathrow Central. En 1984 el nombre de la estación pasó a ser el de "Heathrow Terminals 1, 2, 3" tras la apertura de un bucle hacía una nueva estación en la Terminal 4. Este bucle fue cerrado entre el 7 de enero de 2005 y el 17 de septiembre de 2006 para construir un enlace a la futura terminal 5 y convirtiendo a la estación de las terminales 1, 2 y 3 en el final de la línea. Durante algún tiempo en el verano de 2006 la línea quedó cortada en Hatton Cross y un servicio de autobuses completaba el recorrido mientras que los túneles y las vías eran modificados para el enlace con la terminal 5. Esta extensión solía llamarse "PiccEx", abreviatura de "Piccadilly Line Extension".La inauguración de la estación "Heathrow Terminal 5" fue en el 2008,coincidiendo con la apertura de la nueva terminal.Por lo que en este ramal, los trenes acaban o en la estación de la Terminal 5 o en la estación de la terminal 4 del aeropuerto (para luego hacer el bucle y volver en dirección hacia el centro de la ciudad).

### Ataques terroristas de 2005
El 7 de julio de 2005, una bomba, accionada por un terrorista suicida, explotó en un tren de esta línea. La explosión ocurrió a las 08:50 BST, mientras el tren cubría el trayecto entre King Cross St. Pancras y Russell Square. La explosión formó parte de un ataque coordinado a la red de transporte de Londres, y sucedió de forma simultánea con otras tres explosiones: dos de ellas en la línea Circle y otro en un autobús en Tavistock Square. Se utilizó un pequeño artefacto explosivo de gran potencia, oculto en una mochila. El terrorista murió en la explosión.
Esta explosión fue la más dañina, al causar hasta 21 muertes. Debido a la profundidad de la línea, las tareas de evacuación y la llegada de los servicios de emergencia resultó bastante complicada. La línea permaneció cortada todo el día. El 8 de julio se abrió parte de la línea; el tramo entre Hyde Park Corner y Arnos Grove permaneció cerrado. La línea quedó completamente abierta el 4 de agosto, exactamente 4 semanas después de las explosiones.

## Infraestructura

### Vehículos
Como casi todas las líneas, la Piccadilly es operada por un único tipo de trenes, pertenecientes a la serie de 1973. Utiliza el juego de colores característico del Metro, utilizando azul, blanco y rojo. En horas punta se utilizan hasta 76 de los 88 trenes de que se compone la flota de la línea, aunque una de las unidades ha quedado seriamente dañada tras los ataques terroristas de 2005. Se prevé reemplazar toda la flota a lo largo de los próximos años.
Previamente, esta línea utilizó como trenes la serie de 1959, la de 1956, la de 1938, la serie Standard y la de 1906.
La línea cuenta con dos garajes, uno en Northfields y otro con taller entre Oakwood y Cockfosters. Hay vías muertas en South Harrow, Arnos Grove, Rayners Lane, Down Street, Wood Green, Hyde Park Corner, Acton Town y Uxbridge.

### Señalización
El control de la línea se realiza desde Earl's Court, desde donde también se gestiona la línea District. Está prevista una obra de reseñalización de toda la línea, proyecto que está pendiente para el año 2014.

### Frecuencia del servicio
La frecuencia actual del servicio es la siguiente:
12 tph: Cockfosters - Heathrow Airport.
3 tph: Cockfosters - Uxbridge.
3 tph: Cockfosters - Rayners Lane.
6 tph: Arnos Grove - Northfields.
(thp: trenes por hora: 3 tph equivale a un tren cada 20 minutos).
La mitad de los trenes que se dirigen a Uxbridge dan la vuelta en Rayners Lane; un servicio de trenes cada 10 minutos circula entre Acton Town y Rayners Lane, con un servicio de trenes cada 20 minutos hacia Uxbridge (esta sección también es servida por la línea Metropolitan).
Existen otros servicios de trenes que operan en ciertos momentos, en especial al inicio y al final de los días laborales.

## Estaciones
(En orden este-oeste)

### Ramal Cockfosters
Inicio de la línea en superficie
- Cockfosters, abierta el 31 de julio de 1933.
- Oakwood, abierta el 13 de marzo de 1933 como Enfield West; renombrada como Enfield West (Oakwood) el 3 de mayo de 1934; renombrada a su denominación actual el 1 de septiembre de 1946.
- Southgate, abierta el 13 de marzo de 1933 (como estación en túnel).
- Arnos Grove, abierta el 19 de septiembre de 1932.

Inicio de sección de túnel
- Bounds Green, abierta el 19 de septiembre de 1932.
- Wood Green, abierta el 19 de septiembre de 1932.
- Turnpike Lane, abierta el 19 de septiembre de 1932.
- Manor House, abierta el 19 de septiembre de 1932.

### Tramo original
- Finsbury Park, abierta el 15 de diciembre de 1906.
- Arsenal, abierta el 15 de diciembre de 1906 como Gillespie Road; renombrada a Arsenal (Highbury Hill) el 31 de octubre de 1932; posteriormente se quedó con el nombre actual.
- Holloway Road, abierta el 15 de diciembre de 1906.
- Caledonian Road , abierta el 15 de diciembre de 1906.
- King's Cross, abierta el 15 de diciembre de 1906 como King's Cross; renombrada a King's Cross for St. Pancras en 1927; renombrada a su denominación actual en 1933.
- Russell Square, abierta el 15 de diciembre de 1906.
- Holborn, abierta el 15 de diciembre de 1906; renombrada a Holborn (Kingsway) el 22 de mayo de 1933; posteriormente se quedó con el nombre actual.
- Covent Garden, abierta el 11 de abril de 1907.
- Leicester Square, abierta el 15 de diciembre de 1906.
- Piccadilly Circus, abierta el 15 de diciembre de 1906.
- Green Park, abierta el 15 de diciembre de 1906 como Dover Street; renombrada a su denominación actual el 18 de septiembre de 1933.
- Hyde Park Corner, abierta el 15 de diciembre de 1906.
- Knightsbridge, abierta el 15 de diciembre de 1906.
- South Kensington, abierta el 8 de enero de 1907.
- Gloucester Road, abierta el 15 de diciembre de 1906.
- Earl's Court, abierta el 15 de diciembre de 1906.

Fin de la sección de túnel
- Barons Court, abierta el 15 de diciembre de 1906.
- Hammersmith, abierta el 15 de diciembre de 1906.

### Extensión a Hounslow y Uxbridge
- Turnham Green, abierta el 1 de enero de 1869 por la London & South Western Railway; el primer servicio para la línea Piccadilly se realizó el 23 de junio de 1963.
- Acton Town, abierta el 1 de julio de 1879 por la Metropolitan District Railway, posteriormente línea District; el primer servicio para la línea Piccadilly se realizó el 4 de julio de 1932.

La línea se divide en este punto en dos ramales: ramal al Aeropuerto de Heathrow y ramal a Uxbridge.

### Ramal Heathrow
Continuación desde Acton Town
- South Ealing, abierta el 1 de mayo de 1883 por la Metropolitan District Railway, posteriormente línea District; el primer servicio para la línea Piccadilly se realizó el 29 de abril de 1935.
- Northfields, abierta el 16 de abril de 1908 por la District (uno de los dos garajes está aquí y algunos trenes acaban en este punto su ruta); el primer servicio para la línea Piccadilly se realizó el 9 de enero de 1933.
- Boston Manor, abierta el 1 de mayo de 1883 por la District; el primer servicio para la línea Piccadilly se realizó el 13 de marzo de 1933.
- Osterley, abierta el 23 de marzo de 1934.
- Hounslow East : abierta el 2 de mayo de 1909 como Hounslow Town por la District; renombrada a su denominación actual el 1 de diciembre de 1925; el primer servicio para la línea Piccadilly se realizó el 13 de marzo de 1933.
- Hounslow Central, abierta el 1 de abril de 1886 como Heston-Hounslow por la District; renombrada a su denominación actual el 1 de diciembre de 1925; el primer servicio para la línea Piccadilly se realizó el 13 de marzo de 1933.

Reinicio de la sección de túnel
- Hounslow West , abierta el 21 de julio de 1884 como Hounslow Barracks por la District; renombrada a su denominación actual el 1 de diciembre de 1925; el primer servicio para la línea Piccadilly se realizó el 13 de marzo de 1933.
- Hatton Cross, abierta el 19 de julio de 1975.
- Heathrow Terminal 4 , abierta el 12 de abril de 1986.

Esta última sección forma un bucle: los trenes pasan Hatton Cross, se dirigen a Terminals 1,2,3;luego a Terminal 4 y de ahí retornan a Hatton Cross.
- Heathrow Terminals 1,2,3 , abierta el 16 de diciembre de 1977 como Heathrow Central; renombrada a Heathrow Central Terminals 1,2,3 el 3 de septiembre de 1983; renombrada a su denominación actual el 12 de abril de 1986.
- Heathrow Terminal 5 , abierta en octubre de 2008.

### Ramal Uxbridge
Continuación desde Acton Town
- Ealing Common, primer servicio el 4 de julio de 1932.
- North Ealing, abierta el 23 de junio de 1903 por la District; el primer servicio para la línea Piccadilly se realizó el 4 de julio de 1932.
- Park Royal, abierta el 6 de julio de 1931 por la District; el primer servicio para la línea Piccadilly se realizó el 4 de julio de 1932; renombrada a Park Royal (Hanger Hill) el 1 de marzo de 1936; renombrada a su denominación actual en 1947.
- Alperton, abierta el 28 de junio de 1903 como Perivale-Alperton por la District; renombrada a su denominación actual el 7 de octubre de 1910; el primer servicio para la línea Piccadilly se realizó el 4 de julio de 1932.
- Sudbury Town , abierta el 28 de junio de 1903 por la District; el primer servicio para la línea Piccadilly se realizó el 4 de julio de 1932.
- Sudbury Hill, abierta el 28 de junio de 1903 por la District; el primer servicio para la línea Piccadilly se realizó el 4 de julio de 1932.
- South Harrow, oabierta el 28 de junio de 1903 por la District; el primer servicio para la línea Piccadilly se realizó el 4 de julio de 1932; cerrada por traslado el 4 de julio de 1935; reabierta el 5 de julio de 1935.
- Rayners Lane, abierta el 1 de marzo de 1910 por la District; el primer servicio para la línea Piccadilly se realizó el 23 de octubre de 1933 (entre esta estación y Uxbridge los trenes son compartidos con la línea Metropolitan, y algunos trenes finalizan en este punto su recorrido).
- Eastcote, abierta el 1 de marzo de 1910 por la District; el primer servicio para la línea Piccadilly se realizó el 23 de octubre de 1933.
- Ruislip Manor, abierta el 5 de agosto de 1912 por la District; el primer servicio para la línea Piccadilly se realizó el 23 de octubre de 1933.
- Ruislip, abierta el 1 de marzo de 1910 por la District; el primer servicio para la línea Piccadilly se realizó el 23 de octubre de 1933 (algunos trenes finalizan aquí su recorrido en las horas punta de los días laborales).
- Ickenham, abierta el 1 de marzo de 1910 por la District; el primer servicio para la línea Piccadilly se realizó el 23 de octubre de 1933.
- Hillingdon , abierta el 10 de diciembre de 1923 por la District; el primer servicio para la línea Piccadilly se realizó el 23 de octubre de 1933; renombrada a Hillingdon (Swakeleys) en abril de 1934; renombrada a su denominación actual con posterioridad; cerrada por traslado el 5 de diciembre de 1992; reabierta el 6 de diciembre de 1992.
- Término: Uxbridge , abierta el 1 de marzo de 1910 por la District; el primer servicio para la línea Piccadilly se realizó el 23 de octubre de 1933; cerrada por traslado el 3 de diciembre de 1938; reabierta el 4 de diciembre de 1938.

## Estaciones cerradas
- Aldwych abrió el 30 de noviembre de 1907 bajo la denominación de Strand. Se encontraba al final de un pequeño ramal que partía de la línea principal a la altura de la estación de Holborn. Desde 1917 sólo contó con el servicio de un tren que hacía servicio de lanzadera desde Holborn. Ese mismo año se renombró a Aldwych. Fue cerrada temporalmente en 1940 durante la II Guerra Mundial para ser usada como refugio antiaéreo. Se reabrió en 1946. Estuvo en estudio la posibilidad de alargar el ramal hasta Waterloo, pero nunca llegó a realizarse.[2] Finalmente, el 30 de septiembre de 1994 la estación fue definitivamente cerrada; su bajo uso no justificaba los costes de sustitución de la maquinaria de los ascensores.
- Brompton Road se encontraba entre Knightsbridge y South Kensington. Fue abierta el 15 de diciembre de 1906 y cerrada el 30 de julio de 1934.

- Down Street se encontraba entre Green Park y Hyde Park Corner. Fue abierta el 15 de diciembre de 1906 y cerrada el 21 de mayo de 1932.

- Osterley & Spring Grove se encontraba entre Boston Manor y Hounslow East. La primera vez que se utilizó fue el 13 de marzo de 1933 y fue cerrada el 24 de marzo de 1934. Se sustituyó por la estación de Osterley.

- Park Royal & Twyford Abbey, abierta el 23 de junio de 1903 y cerrada el 5 de julio de 1931. Aunque la estación se encuentra muy cerca de la línea Piccadilly, concretamente de la estación Park Royal, nunca fue utilizada por la línea. Inicialmente formó parte de la línea District, que operaba entre Eailg Common y South Harrow; posteriormente fue cerrada y reemplazada por la actual Park Royal. Esto ocurrió antes de que los primeros trenes de la línea Piccadilly llegaran a South Harrow en 1932.

- York Road, entre King's Cross St Pancras y Caledonian Road. Empezó a funcionar el 15 de diciembre de 1906 y cerró el 19 de septiembre de 1932. Se ha sugerido[3] la reapertura de la estación, pero el bajo número de pasajeros estimados no justifica el coste de adaptación de la estación a los estándares actuales.

## Trivia
La última pista del álbum "Twelve Stops and Home", de The Feeling, lanzado en 2006, se llama "Blue Piccadilly".